# Prefeito do pretório

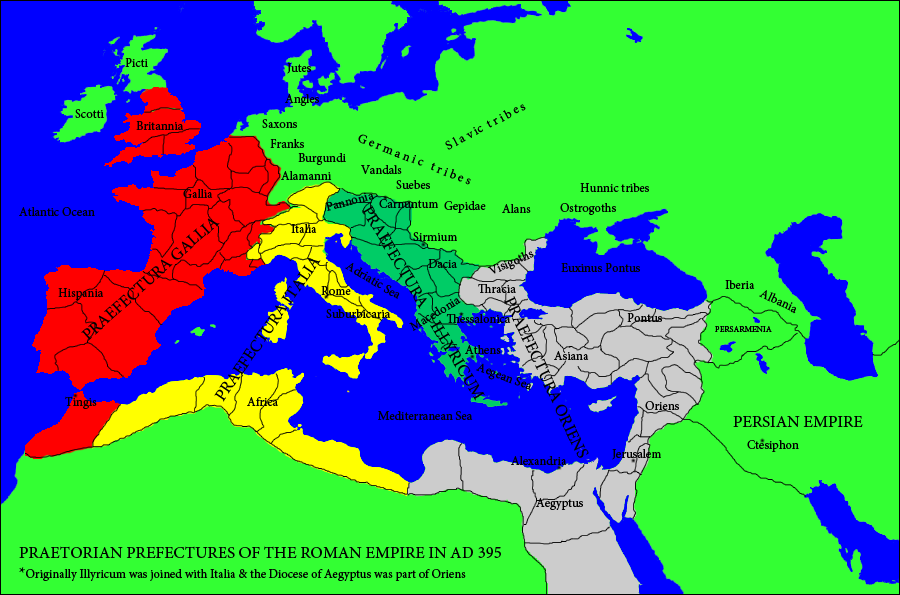
Mapa das prefeituras pretorianas do Império Romano em 395

Prefeito pretoriano ou prefeito do pretório (em latim: Præfectus prætorio) era o título oficial do funcionário da ordem equestre que, no regime imperial romano, acumulava uma grande variedade de funções civis e militares. A sua residência era chamada de Pretório, daí o nome da função.

## História

### Até Diocleciano
Nos tempos de Augusto — época em que a função foi criada — cabia-lhe comandar a guarda pretoriana, encarregada de garantir proteção pessoal ao imperador. Frequentemente, o cargo foi ocupado em regime de colegialidade, por duas pessoas ao mesmo tempo, por segurança. O fato é que o Prefeito passou a ser mais e mais tido como o segundo personagem do Estado, um verdadeiro "vice-imperador" (vice principis). Daí a tendência à ampliação de suas atribuições, incorporando atividade civis, sobretudo as de ordem jurídica: o prefeito tinha a jurisdição penal da província da Itália para além de um raio de 100 milhas de Roma, além de receber os recursos das sentenças dos governadores de província. Isso fez com que, no início do século III, o cargo passasse a ser ocupado por juristas de renome, como Papiniano, Ulpiano, e outros. Fora isto, as atribuições militares do prefeito não cessaram de crescer, na medida  em que ele exercia o comando de todas as forças militares na Itália, inclusive a da legião II Pártica instalada por Septímio Severo em Albano (atual Albano Laziale).

### Antiguidade Tardia
O prefeito pretoriano já se havia tornado poderoso demais, constituindo uma ameaça à segurança imperial. Por isso, no reinado de Diocleciano, o cargo foi dividido em quatro prefeituras pretorianas, uma para cada pessoa imperial da Tetrarquia (augustos e césares):
- Itália (Itália e África setentrional);

- Gália (Hispânia, Gália e Britânia);

- Ilíria (províncias balcânicas, à exceção da diocese da Trácia);

- Oriente (províncias orientais e Egito).

Durante o reinado de Constantino, que aboliu a guarda pretoriana após sua vitória sobre Magêncio, os prefeitos perderam definitivamente suas atribuições militares, passando, no entanto, a funcionarem como juízes de última instância, já que Constantino eliminou o apelo ao tribunal do imperador. Os prefeitos, tendo atribuições regionais, ficaram assim desvinculados da pessoa do imperador. No Império Bizantino, ao contrário, o prefeito voltou a ser único e tornou-se o chefe central da administração provincial, até que o surgimento do sistema temático — com uma administração das províncias por governadores militares — provoca a quase desaparição da prefeitura.